# CanLII
CanLII est l'Institut canadien d'information juridique (anglais : Canadian Legal Information Institute), un organisme à but non lucratif créé et financé par la Fédération des ordres professionnels de juristes du Canada en 2001 au nom de ses 14 sociétés membres. CanLII est membre du Mouvement pour l'accès libre au droit, qui regroupe les principaux intervenants impliqués dans la publication libre et ouverte du droit à travers le monde. Le siège social de l'organisme est à Ottawa.

## Description
Grâce à son portail web, CanLII offre un accès public gratuit à plus de 2,4 millions de documents dans plus de 300 bases de données jurisprudentielles et législatives. Il est utilisé par les avocats, les professionnels du droit et le grand public, avec une utilisation moyenne de plus de 30 000 consultations par jour. La base de données de jurisprudence croîtrait à un rythme d'environ 120 000 nouveaux arrêts chaque année, dont 20 % sont des arrêts historiques qui sont inclus pour enrichir les bases de données existantes.

## Histoire
En avril 2014, CanLII a lancé CanLII Connects, une plateforme de publication et de discussion provenant de la communauté juridique pour les résumés et commentaires de jurisprudence,.
En mars 2018, CanLII a lancé un programme de commentariat juridique comprenant des revues de droit, des livres électroniques, des articles, du matériel d'éducation juridique publique et des rapports.
En juin 2020, CanLII a commencé à promouvoir activement le programme de collaborateurs occasionnels de CanLII.

## Utilisation
D'autres sites web utilisent souvent CanLII comme source principale lorsqu'ils se réfèrent à la jurisprudence canadienne.
CanLII permet de consulter sans frais les décisions judiciaires des tribunaux canadiens, contrairement à d'autres moteurs de recherche juridiques tels que SOQUIJ, dont l'offre de services peut être soit gratuite, soit payante en fonction de la clientèle.